# Schnurrbart-Feldmaus
Die Schnurrbart-Feldmaus (Akodon mystax) lebt endemisch in einem kleinen Gebiet im östlichen Brasilien und zählt zur Gattung der Südamerikanischen Feldmäuse. Genetische Studien lassen eine enge Verwandtschaft zur Lauf-Feldmaus (Akodon cursor) und zur Paraguay-Feldmaus (Akodon montensis) vermuten. Bezüglich des Körperbaus und der Anzahl der Chromosomen im diploiden Chromosomensatz gleicht die Art der Paraná-Feldmaus (Akodon paranaensis) und Reigs Uruguay-Feldmaus (Akodon reigi). Der Artzusatz im wissenschaftlichen Namen entspricht den altgriechischen und lateinischen Worten für Schnurrbart.

## Merkmale
Dieser kleine Gattungsvertreter wird ohne Schwanz 66 bis 101 mm lang, die Schwanzlänge liegt bei 48 bis 76 mm, die Hinterfüße sind 17 bis 20 mm lang und die Länge der Ohren beträgt 11 bis 18 mm. Die Art hat langes und weiches Fell. Dieses ist oberseits graubraun und mehr grau als bei der Lindbergh-Feldmaus (Akodon lindberghi). An der Seite ist das Fell etwas heller mit einem gelblichen Farbabschnitt. Unterseits sind die Haare grau an der Wurzel und weißlich an der Spitze ohne deutliche Grenze zu den Flanken. Namensgebend sind einige Haare mit schwarzem Abschnitt neben der Nasenöffnungen, die jeweils einen dunklen Fleck erzeugen, was einem Schnurrbart ähnelt. Diese sind nicht bei allen Exemplaren vorhanden und bei Männchen tritt der Fleck häufiger auf (fast 100 Prozent). Die Länge der Vibrissen ist dagegen durchschnittlich. Der gut behaarte Schwanz ist oberseits schwarz und unterseits weißlich. Das Fell auf Vorder- und Hinterpfoten ist silbergrau und an den Zehen kommen Haarbüschel vor, welche die Krallen bedecken. Die paarig angeordneten Zitzen der Weibchen sind gleichmäßig über die Unterseite verteilt.

## Verbreitung und Lebensweise
Die Schnurrbart-Feldmaus ist auf Gebirge und Hochebenen im Grenzbereich zwischen den brasilianischen Bundesstaaten Minas Gerais und Espírito Santo begrenzt. Sie hält sich auf 1800 bis 2900 Meter Höhe auf. Als Habitat dienen das Regenwaldgebiet Mata Atlântica und angeschlossene Sümpfe. Die Art hält sich häufig auf Lichtungen auf, die mit Bambus (Gattung Chusquea) oder Tussocks (Gattung Cortaderia) bewachsen sind. Teile der Region zählen zum Nationalpark Caparaó.
Ein Weibchen war mit vier Embryos trächtig. Die Exemplare besuchen gelegentlich kleine, wenig genutzte Gebäude. Andere Angaben zum Verhalten fehlen.

## Gefährdung
Da weitere Untersuchungen des taxonomischen Status der Art angeraten werden, ist eine Schätzung der Populationsgröße nicht möglich. Bedrohungen sind nicht bekannt. Die IUCN listet die Schnurrbart-Feldmaus mit unzureichende Datenlage (data deficient).